# Jochen Schulte

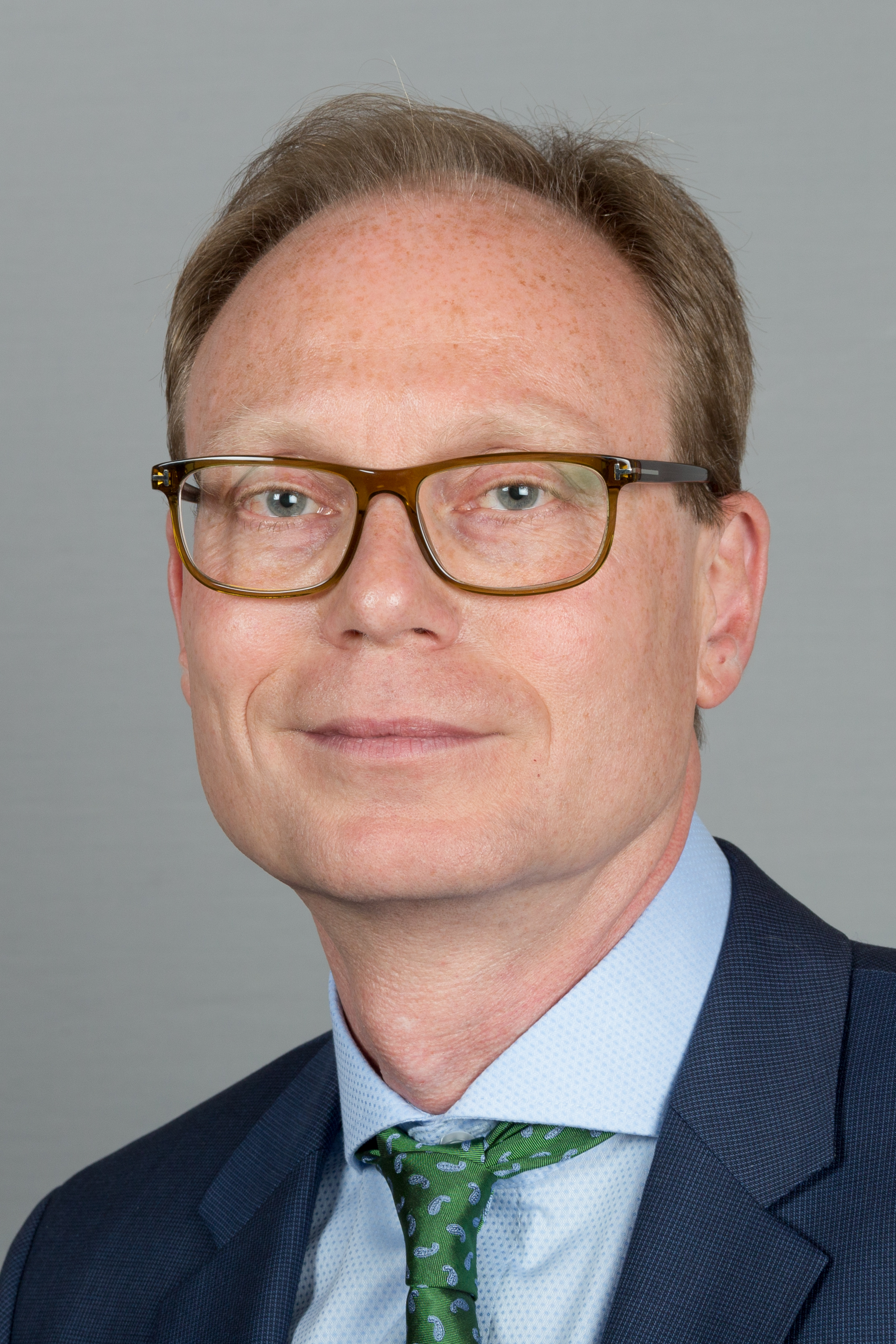
Jochen Schulte, 2017

Jochen Schulte (* 24. August 1962 in Herford) ist ein deutscher Politiker (SPD). Von 2002 bis 2021 war er Mitglied des Landtages von Mecklenburg-Vorpommern. Seit 2021 ist er Staatssekretär im Ministerium für Wirtschaft, Infrastruktur, Tourismus und Arbeit des Landes Mecklenburg-Vorpommern.

## Leben
Schulte machte das Abitur und studierte anschließend Jura an der Universität Bielefeld, das er mit dem Zweiten Staatsexamen abschloss. Er arbeitete danach als selbstständiger Rechtsanwalt. Schulte ist evangelisch und verheiratet. Seine Ehefrau Anke Knitter betreibt mit ihm zusammen die Rechtsanwaltskanzlei und ist ebenfalls SPD-Politikerin in Rostock.

Bei der Landtagswahl 2002 zog er erstmals in den Landtag ein. Bei der Landtagswahl 2006 konnte er über das Direktmandat im Wahlkreis 7 – Rostock IV erneut in den Landtag einziehen. In der 5. Wahlperiode von 2006 bis 2011 war er Vorsitzender des Ausschusses für Wirtschaft, Arbeit und Tourismus. Am 24. Oktober 2011 wurde er zum stellvertretenden Fraktionsvorsitzenden gewählt. Außerdem ist er Sprecher der SPD-Fraktion für Verkehrs- und Wirtschaftspolitik.

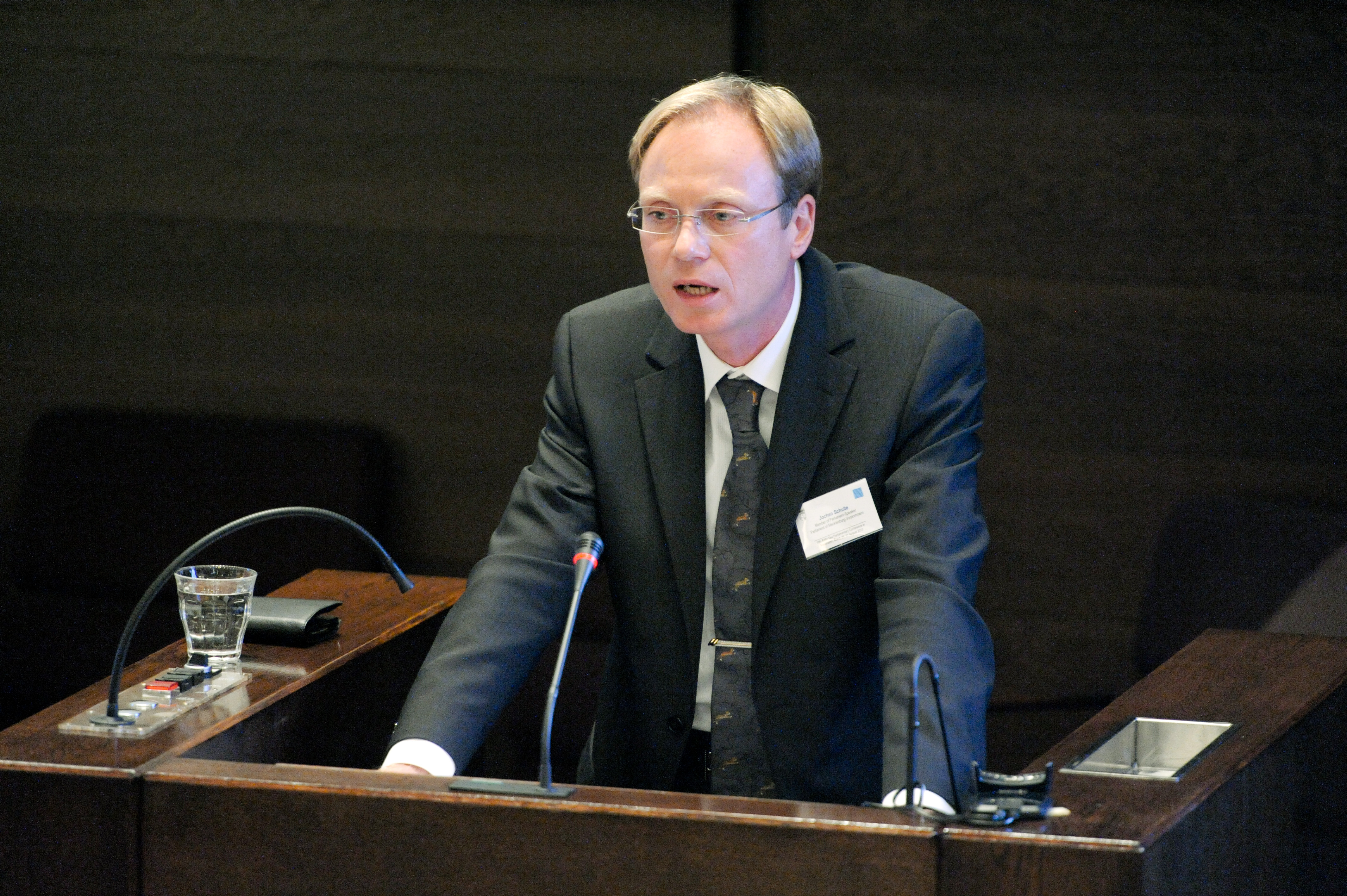

 Von 2016 bis 2021 war er Parlamentarischer Geschäftsführer der SPD-Fraktion im Landtag Mecklenburg-Vorpommern.
Ab dessen Konstituierung am 17. Oktober 2012 war Schulte auch Vorsitzender des Parlamentarischen Untersuchungsausschusses zur Klärung von Sachverhalten im Zusammenhang mit der finanziellen Unterstützung der P+S Werften GmbH.
Schulte war außerdem von 1997 bis 2009 Mitglied der Bürgerschaft der Hansestadt Rostock für die SPD-Fraktion und zu dieser Zeit Mitglied im Aufsichtsrat der RVV GmbH, Mitglied im Aufsichtsrat der HERO GmbH, Mitglied im Aufsichtsrat der VVW GmbH sowie Mitglied im Beirat der Rostock Business GmbH.
Schulte geriet bei seinen Ämtern in Rostock wegen der Auftragsvergaben an die Anwaltskanzlei von Schulte in die Kritik. So flossen unter anderem auf SPD-Initiative über 130.000 Euro an Honoraren an Schultes Kanzlei von der Rostocker Straßenbahn AG, in dessen Aufsichtsrat Schulte bis Juni 2005 saß.
Nach der Bildung des Kabinetts Schwesig II am 15. November 2021 wurde er zum Staatssekretär im Ministerium für Wirtschaft, Infrastruktur, Tourismus und Arbeit ernannt. Im Zuge dessen legte er sein Landtagsmandat nieder. Für ihn rückte Anna-Konstanze Schröder in den Landtag nach.